# 布鲁托 (大力水手)
布鲁托（英語：Bluto）是大力水手经典動畫角色之一，主角波派的情敵，相貌粗犷，身材高大魁梧，经常和波派作对，但總是被吃了菠菜的波派擊敗。
這個角色是E·C·西格於1932年創建的，最初是在他的报纸连环漫画《頂針戲院》（Thimble Theatre，即之後的《大力水手》）作為一次性角色登場，當年9月12日登場時的名字叫做「Bluto the Terrible」。1933年，弗莱舍工作室將大力水手漫畫改編為卡通片時，布魯托成為了片中的主要反派角色。